# کابات
کابات (به انگلیسی: Kabát) یک گروه موسیقی از تپلیتسه جمهوری چک است.
آن‌ها در مسابقه آواز یوروویژن ۲۰۰۷ نماینده جمهوری چک بودند.